# Joseph Lancaster

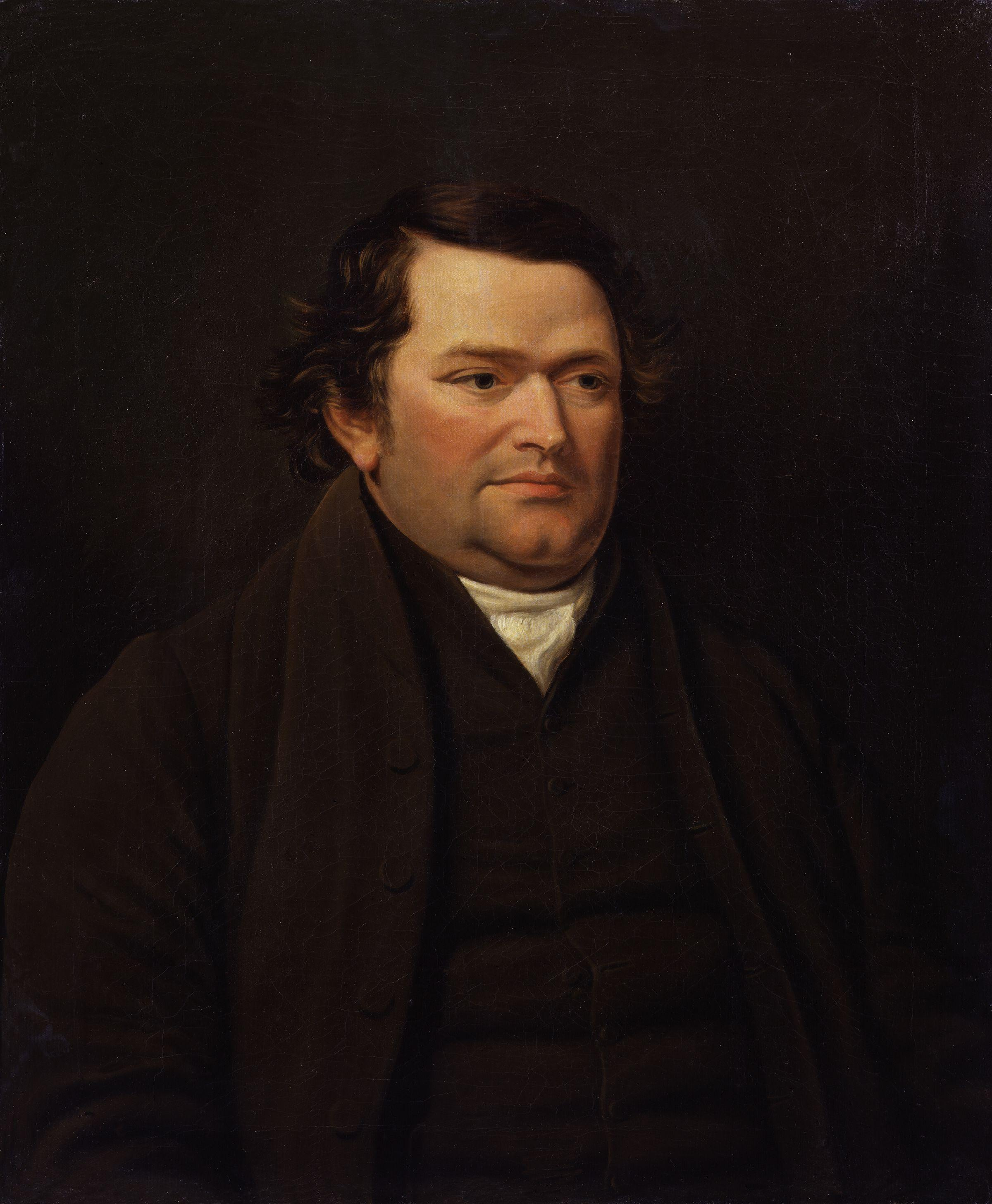
Joseph Lancaster, målning av John Hazlitt från omkring 1818

Joseph Lancaster, född 25 november 1778, död 23 oktober 1838, var en brittisk pedagog och kväkare. Lancaster utvecklade tillsammans med kollegan Andrew Bell Bell–Lancaster-metoden. Metoden byggde på att äldre elever undervisade yngre elever i små grupper. Metoden introducerades i Sverige på 1820-talet och benämns ofta växelundervisning i Sverige.

## Biografi
Lancaster drömde om att bli missionär, men på grund av brist på pengar blev han tvungen att avstå från detta och började i stället år 1797 undervisa barn från arbetarklassen i London. Han grundade en egen skola i de fattigaste kvarteren år 1798 där han undervisade elever mot en mycket låg avgift eller ibland till och med helt gratis. Detta kunde han uppnå genom att ha låga omkostnaderna och genom att låta de äldre eleverna hjälpa till med undervisningen. Denna undervisningsmetod blev en sådan succé att den till och med uppmärksammades av de högre samhällsklasserna och rikliga ekonomiska bidrag strömmade in. Med hjälp av dessa bidrag kunde Lancaster år 1801 omvandla sin skola till friskola och kunde ta emot 1000 elever. Hans systrar inrättade även en handarbetsskola för över 200 flickor.
År 1808 grundade han sällskapet Royal Lancasterian Institution, senare British and Foreign School Society, med uppgift att stödja och befrämja det lancasterska systemet. Genom detta sällskaps försorg kunde man börja utbilda lärare, och år 1805–1811 undervisades 30 000 barn i 95 lancasterskolor. Lancaster reste runt och föreläste om sina metoder och brukade säga att "Britanniens fattiga, Europas fattiga, ja, all världens fattiga skola upp fostras, och jag trotsar all mänsklig makt att förhindra detta".
Lancaster hade år 1801 blivit kväkare och ville ge sina elever en kristen uppfostran, men inte via någon kyrka eller sekt, utan han ville att Bibeln skulle läsas och förklaras. På grund av detta var katekesen utesluten ur läroplanen. Detta tilltag var inte populärt hos kyrkans män och de fick Andrew Bell, som också drev skolor på ett likartat sätt som Lancaster, att undervisa enligt kyrkans riktlinjer. Detta var början på en het strid mellan de bägge männen, men Lancaster fick medhåll av ett flertal politiker.
Lancaster hade alltid haft ekonomiska bekymmer och han var även svår att samarbeta med. Slutligen övertogs hans verksamhet av Andrew Bell och Lancaster försökte starta en ny skola, en privatskola, i Tooting år 1813 men gick till sist i konkurs och utvandrade till USA, där han dog år 1838.